# Уртачирям
Уртачирям — река в Татарстане, левый приток Шешмы. Длина реки 10 км, площадь водосбора 39,6 км².

## Описание
Протекает по безлесной местности в Черемшанском районе. Исток в центральной части района, в овраге в 2,3 км к северо-западу от села Верхняя Кармалка. Течёт на северо-северо-восток, в самом нижнем течении круто поворачивает на юго-восток навстречу Шешме. Высота устья — 74 м над уровнем моря.
На реке имеются два крупных пруда в местах впадения притоков — на берегу верхнего расположено село Туйметкино, на притоке недалеко от нижнего пруда находится село Чёрный Ключ. В бассейне реки ведётся добыча нефти.

## Данные водного реестра
По данным государственного водного реестра России относится к Нижневолжскому бассейновому округу, водохозяйственный участок реки — Шешма от истока до устья. Речной бассейн реки — Волга от верховий Куйбышевского водохранилища до впадения в Каспийское море.
Код водного объекта — 11010000212212100003676.